# 迪克莱尔
迪克莱尔（法語：Duclair，法語發音：[dyklɛʁ]）是法国滨海塞纳省的一个市镇，属于鲁昂区。

## 地理
迪克莱尔（49°29'5"N, 0°52'31"E）面积10.02 平方千米，位于法国诺曼底大区滨海塞纳省，该省份为法国北部沿海省份，其西部及北部濒大西洋英吉利海峡，东起顺时针与索姆省、瓦兹省、厄尔省和卡爾瓦多斯省接壤。
与迪克莱尔接壤的市镇（或旧市镇、城区）包括：塞纳河畔贝维尔、埃皮奈叙迪克莱尔、瑞米耶日、圣玛格丽特-叙迪克莱尔、圣皮埃尔-德瓦朗日维尔、勒特雷、延维尔。

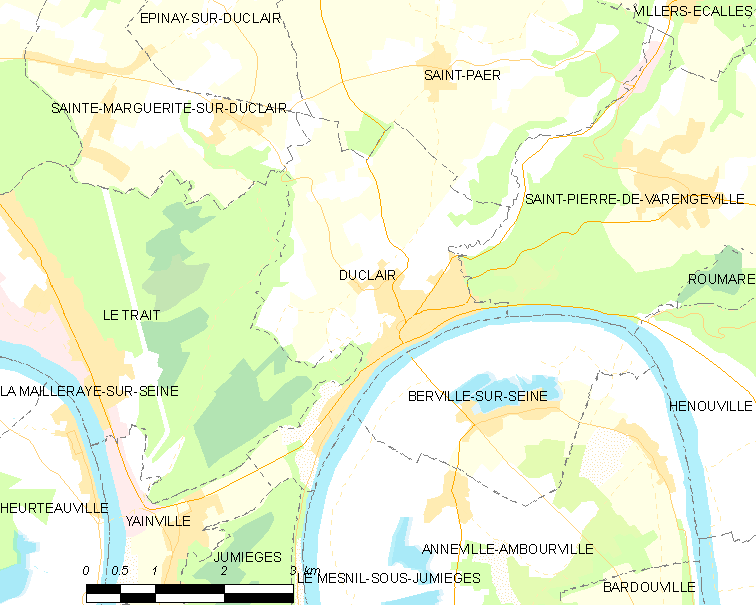
迪克莱尔的OSM定位图

迪克莱尔的时区为UTC+01:00、UTC+02:00（夏令时）。

## 行政
迪克莱尔的邮政编码为76480，INSEE市镇编码为76222。

## 政治
迪克莱尔所属的省级选区为巴朗坦县。

## 人口

1962-2008年间迪克莱尔人口变化图示

迪克莱尔于2022年1月1日时的人口数量为4017人。